# Alexandra de Saxe-Altenbourg
Alexandra Frédérique Henriette Pauline Marianne Élisabeth de Saxe Altenbourg née le 8 juillet 1830 à Altenbourg et morte le 6 juillet 1911 à Saint-Pétersbourg, est une princesse allemande de Saxe-Altenbourg devenue grande-duchesse de Russie sous le nom d'Alexandra Iossifovna de Russie par son mariage, en 1848, avec le grand-duc Constantin Nikolaïevitch de Russie.

## Biographie

### Famille
Alexandra est née le 8 juillet 1830 à Altenbourg. Elle est l'aînée des six filles de Joseph de Saxe-Altenbourg et de son épouse Amélie de Wurtemberg. En 1834, son père devient duc de Saxe-Altenbourg, mais il est forcé d'abdiquer lors de la révolution de 1848 en raison de ses positions conservatrices.
Alexandra et ses sœurs Thérèse et Élisabeth  ont été instruites par Carl Ludwig Nietzsche, le père du célèbre philosophe Friedrich Nietzsche.

### Mariage et descendance
La princesse Alexandra de Saxe-Altenbourg rencontre son futur époux en 1846 à l'occasion du mariage de la grande-duchesse Olga Nikolaïevna, sœur du grand-duc Constantin Nikolaïevitch, avec Charles Ier de Wurtemberg. Le grand-duc Constantin Nikolaïevitch de Russie s'éprend de la jeune princesse et écrit à ses parents : « Elle ou personne ». En octobre 1847, elle se rend en Russie où, en février 1848, elle se convertit à l'orthodoxie et prend le nom d'Alexandra Iossifovna. Le mariage est célébré le 11 septembre suivant au palais d'Hiver de Saint-Pétersbourg. Le couple réside à Pavlovsk, Strelna et au palais de Marbre.
De cette union naissent six enfants :
1. Nicolas Constantinovitch de Russie (1850-1918), épouse morganatiquement en 1882 Nadejda Dreyer (1861-1929), dont deux fils (portant le patronyme Iskander)[5] ;
2. Olga Constantinovna de Russie (1851-1926), reine des Hellènes par son mariage en 1867 avec Georges Ier de Grèce ;
3. Vera Constantinovna de Russie (1854-1912), qui épouse, en 1874, Eugène de Wurtemberg (1846-1877) ;
4. Constantin Constantinovitch de Russie (1858-1915) épouse en 1884 Élisabeth de Saxe-Altenbourg, dont neuf enfants ;
5. Dimitri Constantinovitch de Russie (1860-1919), exécuté à Saint-Pétersbourg ;
6. Viatcheslav Constantinovitch de Russie (1862-1879).

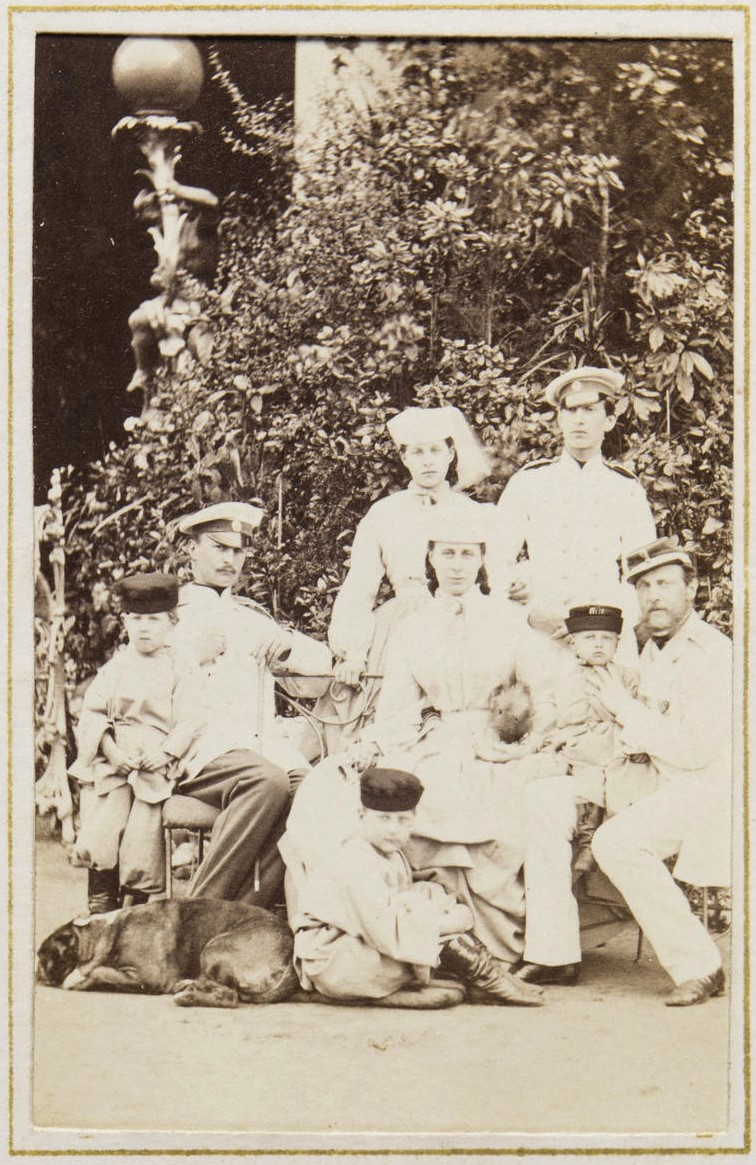
La grande-duchesse Alexandra Iossifovna et ses enfants en 1863.

### La vie à la Cour

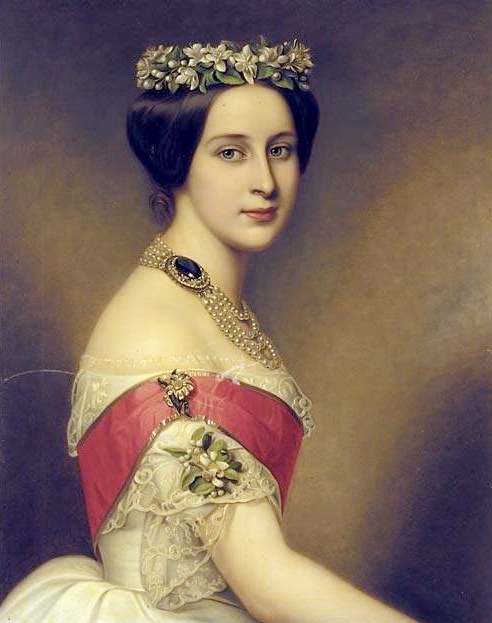
La grande-duchesse Alexandra Iossifovna de Russie.
Portrait de Joseph Karl Stieler.

La grande-duchesse Alexandra est considérée comme l'une des plus belles femmes de la Cour. Avec d'immenses yeux bleus, des cheveux d'un roux doré, une belle bouche, un nez droit, sa beauté et son élégance impressionnent le tsar Nicolas, fin connaisseur de la beauté féminine. Bien que n'étant pas dotée d'une grande intelligence, elle est respectée par les trois empereurs Nicolas Ier, Alexandre II et Alexandre III. Les membres de la famille impériale l'appellent « Sunny » puis « Tante Sunny » une fois plus âgée. Elle œuvre beaucoup pour les enfants des rues.

### Mélomane
La grande-duchesse aime à jouer de la musique, compose des marches et anime de brillantes soirées musicales. Johann Strauss, inspiré par sa rencontre avec la grande-duchesse, lui dédie sa Valse de la grande-duchesse Alexandra et le Quadrille Terrasse Strelna. Elle devient vice-présidente, puis présidente de la Société musicale russe, après que son mari s'en est détaché.

### Tragédies familiales

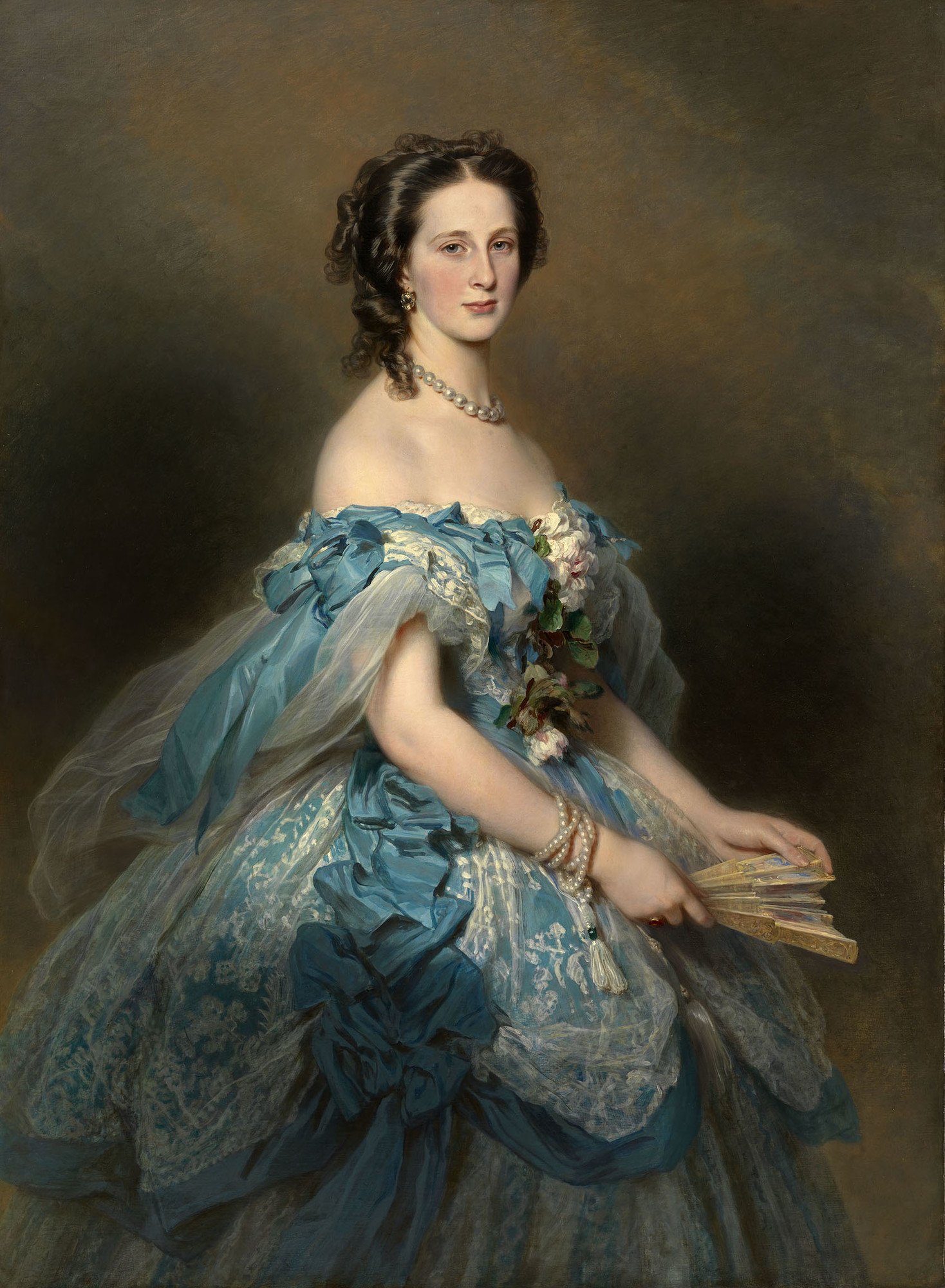
La grande-duchesse Alexandra Iossifovna, portrait de Franz Xaver Winterhalter en 1859.

En avril 1874, trois précieux diamants sur une icône de la Vierge, un présent de Nicolas Ier pour son anniversaire de mariage sont dérobés. Le grand-duc Constantin Nikolaïevitch, appelle la police et bientôt les diamants sont retrouvés chez un prêteur sur gages de Saint-Pétersbourg. Les soupçons, puis les accusations se portent sur le fils aîné du couple grand-ducal qui voulait offrir des cadeaux à sa maîtresse. Pour éviter le scandale, le jeune homme est déclaré mentalement inapte avant d'être banni de Saint-Pétersbourg.
À la suite de l'attitude scandaleuse de son fils aîné, la grande-duchesse Alexandra craint pour l'avenir et ses craintes se confirmèrent, car son bonheur familial prend bientôt fin.
En effet son plus jeune fils, le grand-duc Viatcheslav Contantinovitch dit un jour à sa mère, que le jour de sa mort le cercueil resterait coincé à la porte du palais de Marbre. Cette prédiction se réalise en 1879 quand le jeune homme meurt de la tuberculose à l'âge de seize ans.
Après trente ans de mariage, la grande-duchesse sent que son époux n'éprouve plus aucun sentiment pour elle. Il entretient en effet depuis longtemps une liaison avec Anna Vassilievna Kouznetsova (1847-1922), fille du grand tragédien Vassili Andreïevitch Karatyguine et d'une ballerine du théâtre Mariinsky, dont il aura quatre enfants.
Elle quitte la capitale et s'installe au palais de Pavlovsk, en ne séjournant à Saint-Pétersbourg que les mois d'hiver, puis à partir de 1903, elle vit au palais de Marbre jusqu'à sa mort.

### Décès et inhumation
À la fin de sa vie, la grande-duchesse Alexandra devient presque aveugle. Gardienne des traditions de la famille impériale et de la stricte étiquette de la Cour, elle bénéficie, jusqu'à son dernier jour, de l'estime et du respect de tous. Elle meurt le 6 juillet 1911 et, selon son souhait, elle est inhumée aux côtés de son époux dans le mausolée grand-ducal de Saint-Pétersbourg.
Les tragédies familiales ne s'arrêteront pas avec la mort de la grande-duchesse. Ses enfants et ses petits-enfants souffriront voire seront victimes des guerres, des révolutions et des coups d'État qui frapperont autant la Grèce que la Russie.

## Honneurs
- Dame d'honneur de l'ordre de Thérèse (Royaume de Bavière) ;
- Dame de l'ordre de Sainte-Catherine (Empire russe).

## Ascendance
|  |                                                |  |  |  |  |  |  |  |  |  |  |  |  |
|  | 8. Ernest-Frédéric III de Saxe-Hildburghausen  |  |  |  |  |  |  |  |  |  |  |  |  |
|  |                                                |  |  |  |  |  |  |  |  |  |  |  |  |
|  |                                                |  |  |  |  |  |  |  |  |  |  |  |  |
|  | 4. Frédéric Ier de Saxe-Hildburghausen         |  |  |  |  |  |  |  |  |  |  |  |  |
|  |                                                |  |  |  |  |  |  |  |  |  |  |  |  |
|  |                                                |  |  |  |  |  |  |  |  |  |  |  |  |
|  | 9. Ernestine de Saxe-Weimar-Eisenach           |  |  |  |  |  |  |  |  |  |  |  |  |
|  |                                                |  |  |  |  |  |  |  |  |  |  |  |  |
|  |                                                |  |  |  |  |  |  |  |  |  |  |  |  |
|  | 2. Joseph de Saxe-Altenbourg                   |  |  |  |  |  |  |  |  |  |  |  |  |
|  |                                                |  |  |  |  |  |  |  |  |  |  |  |  |
|  |                                                |  |  |  |  |  |  |  |  |  |  |  |  |
|  | 10. Charles II de Mecklembourg-Strelitz        |  |  |  |  |  |  |  |  |  |  |  |  |
|  |                                                |  |  |  |  |  |  |  |  |  |  |  |  |
|  |                                                |  |  |  |  |  |  |  |  |  |  |  |  |
|  | 5. Charlotte de Mecklembourg-Strelitz          |  |  |  |  |  |  |  |  |  |  |  |  |
|  |                                                |  |  |  |  |  |  |  |  |  |  |  |  |
|  |                                                |  |  |  |  |  |  |  |  |  |  |  |  |
|  | 11. Frédérique de Hesse-Darmstadt              |  |  |  |  |  |  |  |  |  |  |  |  |
|  |                                                |  |  |  |  |  |  |  |  |  |  |  |  |
|  |                                                |  |  |  |  |  |  |  |  |  |  |  |  |
|  | 1. Alexandra de Saxe-Altenbourg                |  |  |  |  |  |  |  |  |  |  |  |  |
|  |                                                |  |  |  |  |  |  |  |  |  |  |  |  |
|  |                                                |  |  |  |  |  |  |  |  |  |  |  |  |
|  | 12. Frédéric-Eugène de Wurtemberg              |  |  |  |  |  |  |  |  |  |  |  |  |
|  |                                                |  |  |  |  |  |  |  |  |  |  |  |  |
|  |                                                |  |  |  |  |  |  |  |  |  |  |  |  |
|  | 6. Louis-Frédéric de Wurtemberg                |  |  |  |  |  |  |  |  |  |  |  |  |
|  |                                                |  |  |  |  |  |  |  |  |  |  |  |  |
|  |                                                |  |  |  |  |  |  |  |  |  |  |  |  |
|  | 13. Frédérique-Dorothée de Brandebourg-Schwedt |  |  |  |  |  |  |  |  |  |  |  |  |
|  |                                                |  |  |  |  |  |  |  |  |  |  |  |  |
|  |                                                |  |  |  |  |  |  |  |  |  |  |  |  |
|  | 3. Amélie de Wurtemberg                        |  |  |  |  |  |  |  |  |  |  |  |  |
|  |                                                |  |  |  |  |  |  |  |  |  |  |  |  |
|  |                                                |  |  |  |  |  |  |  |  |  |  |  |  |
|  | 14. Charles-Christian de Nassau-Weilbourg      |  |  |  |  |  |  |  |  |  |  |  |  |
|  |                                                |  |  |  |  |  |  |  |  |  |  |  |  |
|  |                                                |  |  |  |  |  |  |  |  |  |  |  |  |
|  | 7. Henriette de Nassau-Weilbourg               |  |  |  |  |  |  |  |  |  |  |  |  |
|  |                                                |  |  |  |  |  |  |  |  |  |  |  |  |
|  |                                                |  |  |  |  |  |  |  |  |  |  |  |  |
|  | 15. Caroline d'Orange-Nassau                   |  |  |  |  |  |  |  |  |  |  |  |  |
|  |                                                |  |  |  |  |  |  |  |  |  |  |  |  |
|  |                                                |  |  |  |  |  |  |  |  |  |  |  |  |